# Ralph Elliott
Ralph Warren Victor Elliott AM (geboren 14. August 1921 als Rudolf W. H. V. Ehrenberg in Berlin; gest. 24. Juni 2012 in Canberra) war ein australischer Anglist, Linguist, Literaturwissenschaftler und Runenexperte.

## Leben
Ehrenberg war der Sohn des Berliner Architekten Kurt Ehrenberg und der Margarethe Landecker. Ein Großvater war der Jurist Victor Ehrenberg; seine Großmutter war die Tochter des Juristen Rudolf von Jhering. Er war Cousin der Sängerin und Schauspielerin Olivia Newton-John. Während des nationalsozialistischen Zeit lebte er bei seinem Onkel Max Born, dem späteren Nobelpreisträger, im schottischen Edinburgh.
Er studierte ab 1939 an der University of St Andrews. 1940 wurde er von der britischen Regierung als Enemy Alien in Kanada interniert und konnte nach 10 Monaten nach Großbritannien zurückkehren in ein Camp des Royal Pioneer Corps. Am 12. Mai 1943 änderte er seinen Namen in Ralph Warren Victor Elliott. An der Royal Military Academy Sandhurst absolvierte er eine Offiziersausbildung. Er war Leutnant im Royal Leicestershire Regiment und ab April 1945 im Manchester Regiment. Bei Einsätzen im Teutoburger Wald wurde er mehrfach schwer verletzt. Nach Kriegsende konnte er 1949 sein Studium an der University of St Andrews abschließen. Er lehrte kurz in St Andrews, ab 1949 am neugegründeten University College of North Staffordshire.
Elliott war von 1944 bis 1958 mit Liselotte Spiro verheiratet, die 1937 mit einem Kindertransport nach Großbritannien geflohen war, sie hatten zwei Kinder. Zusammen mit seiner zweiten Ehefrau Margaret Robinson und seinen drei Kindern sowie seinem Vater emigrierte er 1959 nach Australien und erhielt eine Professur an der Flinders University, ab 1974 an der Australian National University.

## Notizen
1. ↑  Zu diesen Vorgängen allgemein: Annette Puckhaber, Ein Privileg für wenige. Die deutschsprachige Migration nach Kanada im Schatten des Nationalsozialismus. Lit, Münster 2002, ISBN 3-8258-6219-4 Volltext Puckhaber Zugl. Diss. phil. Universität Trier

| Personendaten    | Personendaten                                                          |
| ---------------- | ---------------------------------------------------------------------- |
| NAME             | Elliott, Ralph                                                         |
| ALTERNATIVNAMEN  | Elliott, Ralph Warren Victor; Ehrenberg, Rudolf W. H. V. (Geburtsname) |
| KURZBESCHREIBUNG | australischer Anglist                                                  |
| GEBURTSDATUM     | 14. August 1921                                                        |
| GEBURTSORT       | Berlin                                                                 |
| STERBEDATUM      | Juni 2012                                                              |
| STERBEORT        | Canberra                                                               |